# Medborgerliga friheter
Medborgerliga friheter (engelska: Civil liberties) är garantier och friheter som stater åtar sig att inte inskränka, varken genom konstitution, lagstiftning, eller juridisk tolkning, utan att följa rättsordningen (due process).
Omfattningen av termen varierar mellan länder men brukar omfatta samvetsfrihet, tryckfrihet, religionsfrihet, yttrandefrihet, mötesfrihet, rätten till säkerhet och frihet, yttrandefrihet, rätten till privatliv, rätten till likhet inför lagen och rättsordning, rätten till en rättvis rättegång, och rätten till liv. Övriga medborgerliga friheter inkluderar äganderätt, rätten till självförsvar, rätten till kroppslig integritet.
Medborgerliga friheter kan delas upp i positiva friheter (där staten ger medborgarna vissa friheter) och negativa friheter (där staten förhindras att frånta medborgarna vissa friheter).